# Edward Lipiński
Edward Lipiński, també escrit Edouard Lipiński (18 de juny de 1930, Łódź, Polònia – 12 d'abril de 2024, Brussel·les, Bèlgica), va ser un semitista, biblista i orientalista belgo-polonès.

## Trajectòria
La seva primera gran obra, publicada el 1965, va ser una monografia monumental, El reialme de Yahvé en la poesia i el culte de l'antic Israel (La royauté de Yahwé dans la poésie et le culte de l'ancien Israël, en l'original francès). El 1969, va ser nomenat professor a la Universitat Catòlica de Lovaina, on, entre d'altres matèries, va ser professor de gramàtica comparada de les llengües sémitiques i d'història de les antigues religions i institucions del Pròxim Orient antic.
Va ser cap del Departament d'Estudis Orientals i Eslaus de la mateixa universitat de 1978 a 1984. Va dirigir el Diccionari de la civilització fenícia i púnica (Dictionnaire de la civilisation phénicienne et punique, en l'original francès), una important obra de referència publicada el 1992, i va promoure la sèrie Studia Phoenicia (del 1983 ençà).
També va publicar l'estudi Llengües semítiques. Esquema d'una gramàtica comparada (1997 i 2001; Outline of a Comparative Grammar, en l'original anglès) i va tractar àmpliament els dialectes i la història de l'arameu antic, en particular en els seus Estudis sobre inscripcions i onomàstica aramees (1975, 1994, 2010 i 2016; Studies in Aramaic Inscriptions and Onomastics, en l'original anglès) i a Els arameus: llur antiga història, cultura i religió (The Arameans: Their Ancient History, Culture, Religió, en l'original anglès publicat l'any 2000).
En referència a aquest darrer treball, va ser ressenyat molt favorablement a l'important Bulletin of the American Schools of Oriental Research: "encarna les idees acumulades d'un dels més grans semitistes del nostre temps". Va ser guardonat amb un doctorat honoris causa per la Universitat de Lund el 2003. Tot i que es va jubilar l'any 1995, va continuar amb la docència i la recerca principalment en estudis arameus i fenicis fins a la seva mort.

## Obres
Edward Lipiński va publicar més d'un centenar d'obres especialitzades en el seus diversos camps d'estudi entre articles i monografies. The Enigma Press en va publicar una bibliografia exhaustiva. Aquí teniu una breu llista de les seves principals publicacions:
- La Royauté de Yahwé dans la poésie et le culte de l'ancien Israël (Verhandelingen van de Koninklijke Vlaamse Academie voor Wetenschappen, Letteren en Schone Kunsten van België. Klasse der Letteren, Jaarg. XXVII, Nr 55), Paleis der Academiën, Brussel 11965, 560 pàgs.; segona edició, Brussel·les 1968.
- Le Poème royal du Psaume LXXXIX, 1-5.20-38 (Cahiers de la Revue Biblique 6), J. Gabalda et Cie, París 1967, 110 pp.
- Lipiński, Edward. Studies in Aramaic Inscriptions and Onomastics. 1.  Leuven: Peeters Publishers, 1975.
- Lipiński, Edward. Studies in Aramaic Inscriptions and Onomastics. 2.  Leuven: Peeters Publishers, 1994.
- Lipiński, Edward. Studies in Aramaic Inscriptions and Onomastics. 3.  Leuven: Peeters Publishers, 2010.
- Lipiński, Edward. Studies in Aramaic Inscriptions and Onomastics. 4.  Leuven: Peeters Publishers, 2016.
- Autor dels volums 1, 5 i 6 de Studia Paulo Naster Oblata: Orientalia antiqua publicat 1982 Peeters Publishers[7]
- Lipiński, Edward (ed.). Dictionnaire de la civilisation phénicienne et punique, Brepols, Turnhout 1992, XXII + 502 p., 14 colors pls.
- Lipiński, Edward. Dieux et déesses de l'univers phénicien et punique (Orient. Lov. An. 64; Studia Phoenicia XIV), Peeters & Departement Oosterse Studies, Leuven 1995, 536 p.
- Lipiński, Edward. Semitic Languages: Outline of a Comparative Grammar. 1st.  Leuven: Peeters Publishers, 1997.
- Lipiński, Edward. Semitic Languages: Outline of a Comparative Grammar. 2nd.  Leuven: Peeters Publishers, 2001.
- Lipiński, Edward. The Aramaeans: Their Ancient History, Culture, Religion.  Leuven: Peeters Publishers, 2000.
- Lipiński, Edward. Itineraria Phoenicia.  Leuven: Peeters Publishers, 2004.
- Lipiński, Edward. On the Skirts of Canaan in the Iron Age: Historical and Topographical Researches.  Leuven: Peeters Publishers, 2006.
- Lipiński, Edward. Prawo bliskowschodnie w starożytności. Wprowadzenie historyczne (The Near Eastern Law in Antiquity. A Historical Introduction; Studia historico-biblica 2), Wydawnictwo KUL, Lublin 2009, 492 pp.
- Lipiński, Edward. Resheph. Una divinitat sirocananea (Orient. Lov. An. 181; Studia Phoenicia XIX), Peeters & Departement Oosterse Studies, Leuven 2009, 297 pp.
- Lipiński, Edward. «The Aramaeans in the West (13th–8th centuries)». A: Arameans, Chaldeans, and Arabs in Babylonia and Palestine in the First Millennium B.C..  Wiesbaden: Harrassowitz Verlag, 2013, p. 123–147.